# Benjamin Tort
Pas d'image ? Cliquez ici

a Compétitions nationales et continentales officielles uniquement.

Benjamin Tort, né le 12 décembre 1992, est un joueur français de rugby à XIII évoluant au poste de centre. Il fait ses débuts avec Lézignan en Championnat de France lors de la saison 2013-2014 avec qui il atteint des finales en 2014 et 2017.

## Biographie
Il rate la saison 2015-2016 en raison d'une grave blessure, mais revient au rugby à XIII en 2016.

## Palmarès
- Collectif :
  - Vainqueur du Championnat de France : 2021 (Lézignan).
  - Finaliste du Championnat de France : 2014 et 2017 (Lézignan).
  - Finaliste de la Coupe de France : 2017 (Lézignan).

### En club
| Saison | Club     | Compétition           | Matchs | Points | Essais | Buts | Drop |
| ------ | -------- | --------------------- | ------ | ------ | ------ | ---- | ---- |
| 2014   | Lézignan | Championnat de France | 1      | -      | -      | -    | -    |
| 2015   | Lézignan | Championnat de France | 18     | 8      | 2      | -    | -    |
| 2016   | Lézignan | Championnat de France | ?      | -      | -      | -    | -    |
| 2017   | Lézignan | Championnat de France | 12     | 20     | 5      | -    | -    |
| 2018   | Lézignan | Championnat de France | 17     | 32     | 8      | -    | -    |
| 2019   | Lézignan | Championnat de France | 16     | 36     | 9      | -    | -    |
| 2020   | Lézignan | Championnat de France | 5      | 16     | 4      | -    | -    |
| 2021   | Lézignan | Championnat de France | 5      | -      | -      | -    | -    |